# 鈴木孝夫
鈴木 孝夫（すずき たかお、1926年〈大正15年〉11月9日 - 2021年〈令和3年〉2月10日）は、日本の言語学者・社会・環境評論家。
慶應義塾大学名誉教授。(財)日本野鳥の会顧問。谷川雁研究会特別顧問。国際文化フォーラム顧問。
専攻は言語社会学（社会言語学としばしば同一視されるが、社会学の一分野としての意味合いが強い）。
英語公用語化論、地球環境論などについても積極的に発言した。英語帝国主義批判の主要な論客としても知られた。

## 人物
1926年東京市青山に生まれる。父親の菫（ただし）は、山脇高等女学校と富士見高等女学校の教頭、校長を歴任した教諭、書道家だった。孝夫は夫婦の4番目の末っ子として生まれた。父親は芸事で弟子を作らなかったが、その点孝夫はその性質を継いでいる。小学校時代から野鳥の観察と飼育に熱中し、1940年東京府立第四中学校（現・東京都立戸山高等学校）に入学するが、あまり面白くない授業中は鳥の学名をラテン語で覚えることをしていた。
1944年慶應義塾大学医学部予科に入学。修了後、英語を研究したいという思いを捨てきれず、慶應義塾大学文学部英文学科に編入。半年ばかり肋膜炎に罹患、寝たり起きたりした。
1950年、慶應義塾大学文学部英文科を卒業（指導教授は井筒俊彦）、同英文科助手となる。同年ガリオア奨学金でミシガン大学に留学し、翌1951年帰国、その年に同じ学校の野口玲子（2015年1月30日死去）と結婚。留学したミシガン大学では、構造言語学を学び、「文字は言語ではない」という考えに反発を覚えた。1953年ごろから10年ほど恩師の井筒俊彦宅で同居生活を送った。
1958年慶應義塾大学文学部助教授、1964年同大学言語文化研究所に移籍、1969年同教授、1988年同研究所長となり、1990年まで務める。その間、東京大学及び同大学院で言語学の講師を務めたほか、カナダマギル大学イスラム研究所研究員、米国イリノイ大学、イェール大学、英国ケンブリッジ大学（エマヌエル、ダウニング両カレッジ客員フェロー）、オーストラリア国立大学などの客員教授、ロシア科学アカデミー東洋学研究所客員研究員、フランス国立社会科学高等研究院講師などを歴任。1990年に慶應義塾大学退職後は、1997年まで杏林大学教授。
1965年から1970年までテック＝ラボ教育センターと関わり、役員の谷川雁と親交。1972年文化庁国語審議会委員となり、「当用漢字」の「常用漢字」化に尽力した。2002年日本野鳥の会理事、またラボ教育センターとの関りが復活する。2010年鈴木孝夫研究会発足。
2021年2月10日、老衰のため死去。94歳没。
雛道具研究家の川内由美子は娘である。

## 主義・主張

### 英語論に関する前提
英語に関する主張を展開する前提として、鈴木は「外国と比較する場合でも、英語を母語としない多くのヨーロッパの国の人々が、それでも英語を自由に使いこなすのは、この人たちの言語が殆どの場合、英語の親戚筋にあたる同系同類のものであって、しかも文化や宗教までが、基本的には同一といっても差し支えないほど、互いに似通っているといった事実を考慮しなければ意味がありません。ところが日本語は、英語とはまったく違う系統に属する言語であるばかりでなく、日本人の宗教や世界観、そして風俗習慣をも含む文化までも、欧米人のそれとは非常に異なるものですから、彼らが互いの言語を学ぶ際の苦労と、日本人が彼らの言語に習熟するときに経験する困難は比較にならないのです」と断っている。

### 日本人の英語に対する憧れに関する指摘
鈴木は日本人の英語に対する強い憧れを世界的に見て特殊であると断じており、はっきりと「特別でもない人が母語以外の言語を日常的に使えるということは、多くの場合その人が経済的、政治的、民族的などの理由で、弱者の立場にあることを意味します」と論じている。歴史上異民族の侵略を受け、外国からの支配を受けたことで言語上の圧迫を同時に経験し、固有の言語が消滅する危機に瀕した国の場合、支配していた国の言語を恨む場合が少なくないが、日本の場合は他国による言語上の圧迫を受けたことが無く、多言語に対する否定的な感情を持つ土壌がなかった、としている。明治以降になると外国語を美化して日本語を非効率で不完全な言語として否定する意見が見られるようになったことも、日本人が英語に対する過度の憧れを抱くようになった要因として挙げている。

### 類型付け
学習語学習態度の類型に関しては、日本人のそれを自己改造・社会改革の性格を帯びたもの、アメリカ人のそれを他者攻撃・折伏制御の考えに基づくもの、中国人のそれを自己顕示・自己宣伝という原理に基づくものまとめている。学習言語の性格による分類に関しては、朝鮮語・アラビア語を目的言語、ドイツ語・フランス語を目的言語であり手段言語（アフリカの多くの民族にとっては交流言語）、英語は目的言語、手段言語、交流言語の3つの性格を帯びているものと分類。

### 他律型文明から自律型文明へ転換した日本について
日本は1960年代以前は外国の優れた文化・文明を学ぶことによって後進国である日本を進歩させるという姿勢で外国語を学んだが、それ以降はその前提条件が崩れたと鈴木は話している。その点、中国はロシア語を学ぶ時に自分の国のことしか教材として扱わないことに鈴木は感心し、日本の英語教育も日本のことについて発信できるように教材には日本のことだけを取り上げるべきだという考えに至った。日本人が諸外国に向かって発信すべき立場になり、英米人が日本人の「変な」英語を多少我慢しても聞かざるを得ないほど弱い立場となったこと、英語が既に世界中に広まって英米人の自由勝手にはならなくなったことから、鈴木は日本式英語という日本の現地英語を作るべきだと主張している(1999年時点)。

### 大学の英語授業について
同じ学生を複数の先生が教える場合、お互いに何の連絡もない上、学年が代わると今度はまた別の先生によって前年とは全く違うテーマと方針の下で授業が行われる状況を、ほとんど相互の連繋がないと指摘。これを「粒選りのコックが揃っているが、料理のコース全体を見渡して計画を立てるチーフが不在であるレストラン」に喩えている。本気で英語力が付くことを望む者は学校外で可能な限り英語に接していなければならない、言い換えれば教員が英語で講義し、質問し、試験も英語で行う授業を、いくつかの概論や初級の専門コースに含めることで英語を一生懸命やった学生のみが良い成績を取るようにすることが必要であると意見を述べている。一方で、極めてレベルの高い、時には過酷ともいえる修練を学生に積ませるためには、英語は学生全員には強要しない、志の低いものは不要である、といった考えを持っている。時間や予算を考えれば、英語教育は学校だけに押し付けるのではなく社会と分業すべきだとしている。

### 大学の第二語学の授業について
大学の独仏語の授業で、やっと初級が済んだばかりの学生にいきなり高級なステファヌ・マラルメの象徴詩や、難解な哲学を含んだフランツ・カフカの小説などを読ませることがかつては珍しくなく、元々日本の大学の語学には虚学の側面があること、教授が現場で教えることと自分のしたい個人的な研究の分離ができていなかったことを指摘している。

### 単著
- 『ことばと文化』（岩波新書、1973年）[注釈 1] - 重版多数、英語、韓国語、中国語でも翻訳出版。
- 『ことばと社会』（中央公論社〈中公叢書〉、1975年）- 新版刊
- 『閉された言語・日本語の世界』（新潮選書、1975年、増訂版2017年）- ドイツ語版も翻訳出版
- 『ことばの人間学』（新潮社、1978年／新潮文庫、1981年）
- 『武器としてのことば　茶の間の国際情報学』（新潮選書、1985年）
- 『私の言語学』（大修館書店、1987年）
- 『ことばの社会学』（新潮社、1987年／新潮文庫、1991年）
- 『日本語と外国語』（岩波新書、1990年）- 中国語版も翻訳出版
- 『人にはどれだけの物が必要か』[注釈 2]（飛鳥新社、1994年／中公文庫、1999年／新潮文庫、2014年）
- 『日本語は国際語になりうるか 対外言語戦略論』（講談社学術文庫、1995年）
- 『教養としての言語学』（岩波新書、1996年）
- 『鈴木孝夫 言語文化学ノート』（大修館書店、1998年）
- 『日本人はなぜ英語ができないか』（岩波新書、1999年）
- 『鈴木孝夫著作集』（全8巻：岩波書店、1999-2000年）

1. 『ことばと文化　私の言語学』ISBN 4-00-092311-0
2. 『閉された言語　日本語の世界』ISBN 4-00-092312-9
3. 『日本語は国際語になりうるか』ISBN 4-00-092313-7
4. 『武器としてのことば』ISBN 4-00-092314-5
5. 『日本語と外国語』ISBN 4-00-092315-3
6. 『教養としての言語学』ISBN 4-00-092316-1
7. 『日本人はなぜ英語ができないか』ISBN 4-00-092317-X
8. 『人にはどれだけの物が必要か』ISBN 4-00-092318-8

- 『英語はいらない!?』（PHP新書、2001年）
- 『アメリカを知るための英語、アメリカから離れるための英語』（文藝春秋、2003年／『言葉のちから』文春文庫、2006年）
- 『日本人はなぜ日本を愛せないのか』（新潮選書、2005年）- 問答集
- 『私は、こう考えるのだが。言語社会学者の意見と実践』（人文書館、2007年）
- 『新・武器としてのことば　日本の「言語戦略」を考える』（アートデイズ、2008年）
- 『日本語教のすすめ』（新潮新書、2009年）
- 『しあわせ節電』（文藝春秋、2011年）
- 『あなたは英語で戦えますか　国際英語とは自分英語である』（冨山房インターナショナル、2011年）
- 『日本の感性が世界を変える 言語生態学的文明論』（新潮選書、2014年）
- 『鈴木孝夫の曼荼羅的世界 言語生態学への歴程』（冨山房インターナショナル、2015年）
- 『世界を人間の目だけで見るのはもう止めよう』（冨山房インターナショナル、2019年）- 講演集

### 共著・編
- 『日本語講座 第4巻 日本語の語彙と表現』編 大修館書店 1976年
- 『朝鮮語のすすめ 日本語からの視点』（講談社現代新書、1981年）- 渡辺吉鎔との共著
- 『日本・日本語・日本人』（新潮選書、2001年）- 大野晋・森本哲郎との共著
- 『ことばと自然』（アートデイズ、2006年）- C・W・ニコルとの対談共著
- 『対論　言語学が輝いていた時代』（岩波書店、2008年）- 田中克彦との共著
- 『下山の時代を生きる』（平凡社新書、2017年）- 平田オリザとの共著
- 『井筒俊彦全集』慶應義塾大学出版会 2013-16年。鳥居泰彦・松原秀一と編集顧問

### 翻訳
- エルンスト・ライズイ（ドイツ語版）『意味と構造』研究社出版 1960年[20]。講談社学術文庫、1994年